# IROC XXIV
La 24e édition de l'International Race of Champions, disputée en 2000, a été remportée par l'Américain Dale Earnhardt. Tous les pilotes  conduisaient des Pontiac Trans Am.

## Courses de l'IROC XXIV
| Date            | Lieu         | Vainqueur      | Nationalité | Championnat d'origine |
| 18 février 2000 | Daytona      | Dale Earnhardt | États-Unis  | Winston Cup (NASCAR)  |
| 15 avril 2000   | Talladega    | Bobby Labonte  | États-Unis  | Winston Cup (NASCAR)  |
| 10 juin 2000    | Michigan     | Eddie Cheever  | États-Unis  | Indy Racing League    |
| 4 août 2000     | Indianapolis | Mark Martin    | États-Unis  | Winston Cup (NASCAR)  |

## Classement des pilotes
| Classement | Pilote             | Pays       | Championnat           | Points |
| ---------- | ------------------ | ---------- | --------------------- | ------ |
| 1er        | Dale Earnhardt     | États-Unis | Winston Cup (NASCAR)  | 74     |
| 2e         | Mark Martin        | États-Unis | Winston Cup (NASCAR)  | 71     |
| 3e         | Tony Stewart       | États-Unis | Winston Cup (NASCAR)  | 57     |
| 4e         | Bobby Labonte      | États-Unis | Winston Cup (NASCAR)  | 52     |
| 5e         | Eddie Cheever      | États-Unis | Indy Racing League    | 46     |
| 6e         | Jeff Gordon        | États-Unis | Winston Cup (NASCAR)  | 37     |
| 7e         | Jeff Burton        | États-Unis | Winston Cup (NASCAR)  | 35     |
| 8e         | Rusty Wallace      | États-Unis | Winston Cup (NASCAR)  | 31     |
| 9e         | Dale Jarrett       | États-Unis | Winston Cup (NASCAR)  | 31     |
| 10e        | Dale Earnhardt Jr. | États-Unis | Busch Series (NASCAR) | 29     |
| 11e        | Greg Ray           | États-Unis | Indy Racing League    | 23     |
| 12e        | Mark Dismore       | États-Unis | Indy Racing League    | 15     |